# مطحن (العدين)

تعديل مصدري - تعديل

مطحن محلة تابعة لقرية براحه العليا، التابعة لعزلة الجبلين بمديرية العدين إحدى مديريات محافظة إب في الجمهورية اليمنية.، بلغ تعداد سكانها 96 حسب تعداد اليمن لعام 2004.